# Тирис-эль-Гарбия
Тирис-эль-Гарбия (русск. Западный Тирис) — бывшая мавританская провинция в Западной Сахаре, существовавшая с 1975 по 1979 год.
Провинция Тирис-эль-Гарбия располагалась в южной части Рио-де-Оро, северная граница проходила неподалёку от столицы провинции — города Дахла. Общая площадь — 88 000 км². С момента начала мароккано-мавританской оккупации Западной Сахары являлась спорной территорией между Мавританией и Полисарио, борющейся за независимость Сахарской АДР. Сейчас территория бывшей провинции разделена так называемой Стеной Позора между Марокко и САДР.
Название Тирис относится к пустынной равнине Сахары в северной части Мавритании. Аналогично называется провинция Тирис Заммур, где Заммур относится к горным хребтам в центре Западной Сахары.

## История

### Конец эпохи колониализма
В 1975 году в результате Мадридских соглашений северные две трети Западной Сахары (Сегиет-эль-Хамра и север Рио-де-Оро) отошли Марокко, а южная треть досталась Мавритании. Оба государства заявляли о своих исторических правах на эти территории, однако Международный суд ООН, подтвердив связь западно-сахарских племен с Марокко и Мавританией, вынес заключение, что это не может служить основанием для отказа Западной Сахаре в праве на самоопределение. Данное право теоретически было предоставлено всем колониям в 1960 году.

### После аннексии Мавританией
Сформированный для борьбы с оккупантами Фронт Полисарио предпринял ряд успешных действий против Мавритании, атаковав железорудное месторождение в районе города Зуэрат, что причинило значительный экономический ущерб стране. В июне 1976 года бойцы Полисарио совершили рейд на столицу Мавритании Нуакшот и произвели миномётный обстрел президентского дворца. Всё это существенно подорвало позиции авторитарного режима Мавритании под руководством президента Моктар ульд Дадды. В 1978 году группа мятежных офицеров под предводительством подполковника Мустафы ульд Мухаммед Салеха свергла действовавшего президента. Мавритания вышла из войны, отказавшись от всяческих претензий на Западную Сахару, а затем признала независимость САДР. Страна заняла нейтральную позицию в продолжающемся по сей день конфликте между Марокко и Полисарио. Однако освобождения провинции не произошло — уже на следующий день в неё была введена марокканская армия. В настоящий момент территория бывшей провинции Тирис-эль-Гарбия почти полностью оккупирована Марокко (за исключением южной и восточной части), где является частью провинции Вади-эд-Дахаб-эль-Кувира (Рио-де-Оро и Агуэра). На юге бывшей провинции, при въезде с севера на западную часть полуострова Рас-Нуадибу, находится мавританский военный блокпост.